# Mediaster transfuga
Mediaster transfuga är en sjöstjärneart som beskrevs av Ludwig 1905. Mediaster transfuga ingår i släktet Mediaster och familjen ledsjöstjärnor. Inga underarter finns listade i Catalogue of Life.